# Ptuj
Ptuj (pronunciationⓘ) (tiếng Đức: Pettau; tiếng Latinh: Poetovio)  là một thành phố và khu tự quản của Slovenia. Thành phố này có diện tích km2, dân số là 23.000 người. Theo truyền thống, khu vực này là một phần của khu vực Hạ Styria. Thành phố hiện nay bao gồm trong khu vực thống kê Podravje. 
Các sân bay gần nhất là sân bay thể thao Moškanjci, 7 km, và Sân bay Maribor Edvard Rusjan, 18 km.

## Lịch sử
Ptuj là thành phố lâu đời nhất được ghi nhận ở Slovenia. Có bằng chứng cho thấy khu vực đã được định cư từ thời kỳ đồ đá. Vào cuối thời kỳ đồ sắt, những cư dân của nơi này là người Celt.